# Кала Крета
Кала Крета је насеље у Италији у округу Агриђенто, региону Сицилија.
Према процени из 2011. у насељу је живело 21 становника. Насеље се налази на надморској висини од 7 м.